# Старое кладбище Чапел-Хилла
Старое кладбище Чапел-Хилла (англ. Old Chapel Hill Cemetery) ― кладбище и национальный исторический район в городе Чапел-Хилл, штат Северная Каролина, США. Располагается на территории кампуса Университета Северной Каролины в Чапел-Хилл (UNC).

## История
Земельный участок был уступлен университету правительством штата Северная Каролина за символическую цену в пять шиллингов 21 октября 1776 года. Площадь участка составляла 51 га. Само кладбище в настоящее время занимает 2,82 га. Первым похороненным на его территории был Джордж Кларк, студент UNC из округа Берк, который умер 28 сентября 1798 года. Его надгробие было установлено только через несколько лет после смерти. По состоянию на 28 января 1994 года кладбище насчитывало 1621 захоронение. Сейчас оно почти полностью заполнено, и все свободные участки уже выкуплены. В 1922 году город взял на себя ответственность за содержание кладбища, а в 1988 году право собственности на землю перешло к университету. 

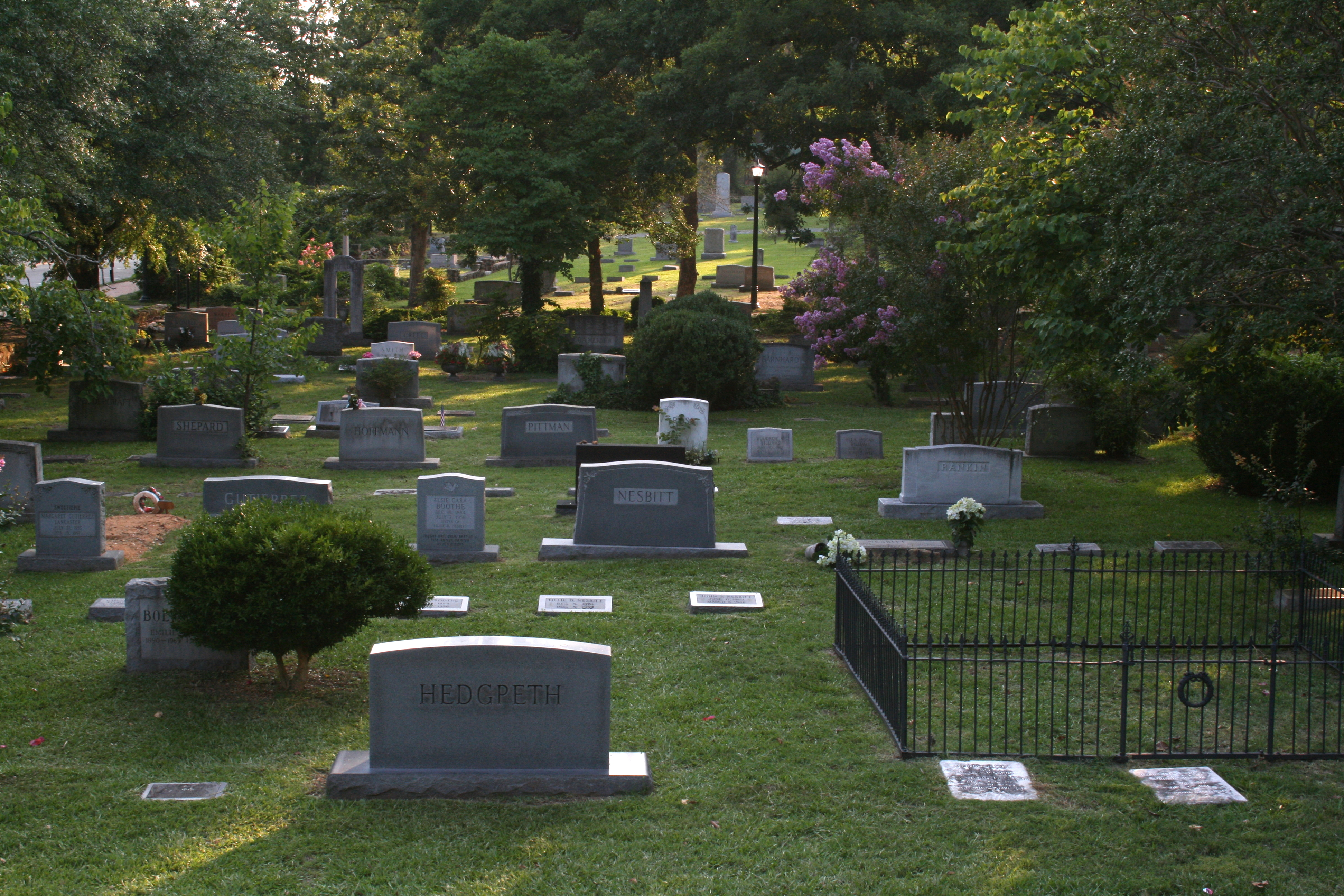
Надгробия и могилы

В 1835 году вокруг кладбища была построена низкая каменная стена. Университет официально назвал кладбище «Коллежским кладбищем» ― в противовес «Сельскому кладбищу», как его называли жители Чапел-Хилл.
Пять тротуаров делят кладбище на шесть секций. Две секции были зарезервированы для афроамериканцев, потому что в городе у них изначально не было своих кладбищ. Низкая каменная стена отделяет две отдельные секции (секции A и B) от всех остальных. Первыми выделили свои участки члены Диалектического и филантропического общества. В других секциях присутствуют захоронения профессоров и организаторов университета, а также могилы видных государственных чиновников, предпринимателей и деятелей культуры Северной Каролины. Во время Гражданской войны здесь хоронили солдат Конфедерации.
На кладбище также похоронены такие выдающиеся люди, как тренер по баскетболу Дин Смит, музыкант Кей Кайзер, драматург Пол Грин, писатели Алиса Адамс и Макс Стил, ректоры университета Фрэнк Портер Грэм, Роберт Бертон Хаус.